# Tristeza
Tristeza é uma emoção e um sentimento muito típico dos seres humanos, caracterizado pela falta da alegria, ânimo, disposição e outras emoções de insatisfação.

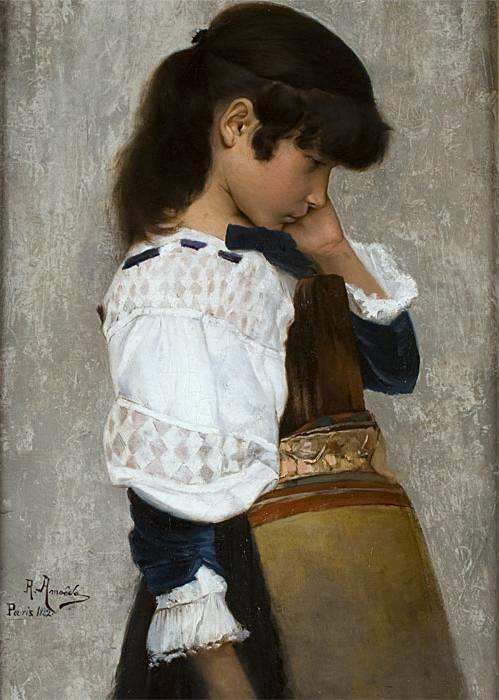
Amuada, pintura de Rodolfo Amoedo, 1882 - Museu Nacional de Belas Artes (MNBA)

A tristeza pode-se apresentar em diferentes graus de intensidade, variando desde a tristeza passageira, que normalmente dura alguns minutos ou horas, à tristeza profunda, que pode persistir por vários dias ou semanas, além de ser um sinal de problemas mais complexos, como a depressão.
- Commons
- Wikiquote
- Wikcionário

Tristeza (do termo latino tristia, tristeza, aflição), é um estado afectivo duradouro caracterizado por um sentimento de insatisfação e acompanhado de uma desvalorização da existência e do real.

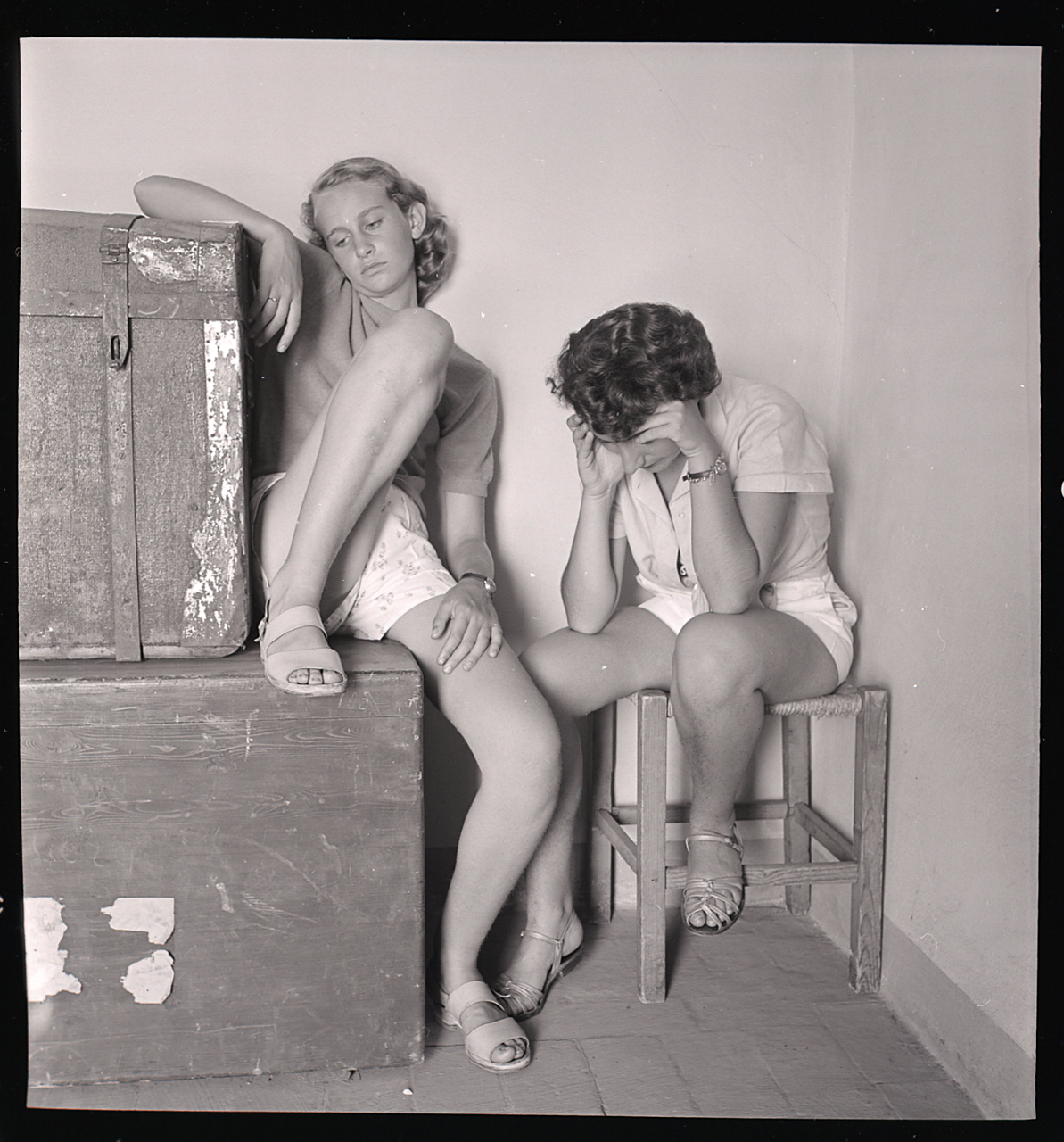
Mulheres tristes. Foto de Paolo Monti, 1953

A tristeza é uma das "oito emoções básicas" descritas por Paul Ekman, junto com felicidade, raiva, surpresa, medo, nojo e desprezo.
Vários podem ser os motivos que desencadeiam sentimentos de tristeza, como uma desilusão amorosa, a perda de um emprego, a morte de um amigo ou familiar e outras situações que sejam encaradas de modo negativo pela pessoa, fazendo com que ela seja afetada psicologicamente.
Entre os principais sintomas da tristeza, está o desânimo, a falta de vontade de desempenhar tarefas rotineiras e de conviver socialmente.
Em Baruch Espinoza, a tristeza é definida justamente como o ato no qual nossa potência de agir é diminuída ou contrariada.

## Na infância
A tristeza é uma experiência comum na infância, e reconhecer tais emoções pode tornar mais fácil para as famílias enfrentar problemas emocionais mais graves, embora algumas famílias possam ter uma regra (consciente ou inconsciente) de que a tristeza não é "permitida". Robin Skynner sugeriu que isso pode causar problemas porque, com a tristeza "desativada", ficamos um pouco superficiais e maníacos.:33, 36
A tristeza é parte do processo normal da criança de se separar de uma simbiose precoce com a mãe e se tornar mais independente. Toda vez que uma criança se separa um pouco mais, ele ou ela terá que lidar com uma pequena perda. Se a mãe não pode permitir o sofrimento menor envolvido, a criança nunca aprenderá a lidar com a tristeza por si mesma. O pediatra T. Berry Brazelton argumenta que estimular muito a criança para que supere uma tristeza, desvaloriza a emoção para elas; e Selma Fraiberg sugere que é importante respeitar o direito da criança em experimentar uma perda completa e profundamente.
Margaret Mahler viu a capacidade de sentir a tristeza como uma conquista emocional, ao contrário, por exemplo, de afastar-se através de hiperatividade inquieta.

## O lado positivo da tristeza

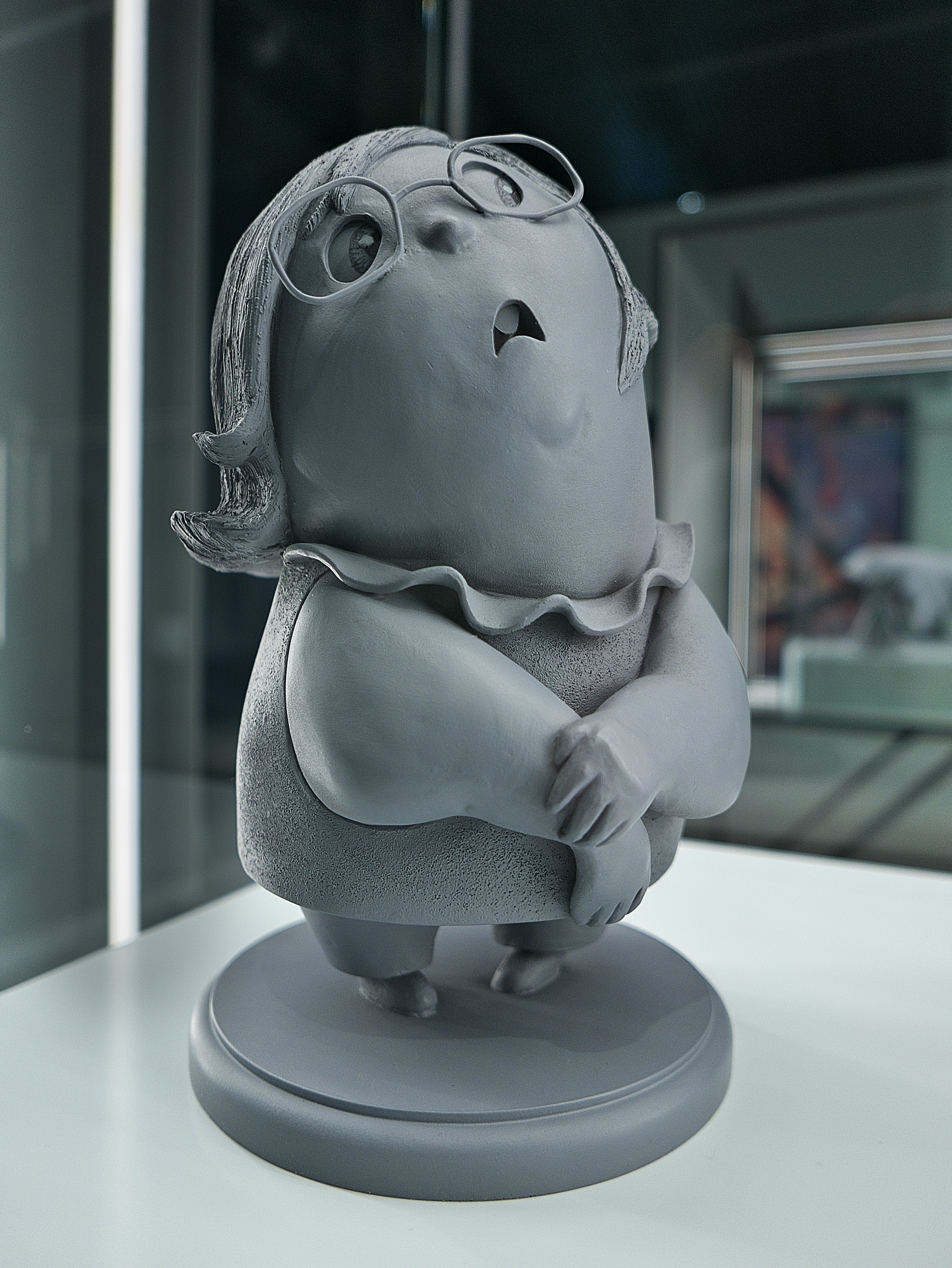
Escultura que remete a personagem que personifica a tristeza no filme "Divertida Mente".

É possível constatar que até meados do século XIX a maioria das emoções eram considerados não muito relevantes para os seres humanos tendo seus atributos sendo validados como sintomas de um "mau julgamento".
Entretanto, com o passar do tempo maiores estudos foram feitos para uma análise mais aprofundada sobre as emoções, podendo ser mencionado os realizados pelo naturalista Charles Darwin na sua obra "A expressão das emoções nos homens e nos animais" além de, sobretudo, no movimento literário chamado de Naturalismo, onde o mecanismo de zoomorfização era constantemente empregado para entoar a ideia de que o ser humano era uma criatura movida pelos seus instintos, sendo necessário estudar essas sensações para entender seu comportamento.
De certo modo ainda é comum no mundo contemporâneo uma reação de acobertamento de emoções negativas dos indivíduos (Exemplo: Da tristeza) para com a sociedade ou consigo mesmo.

Mesmo assim é constatado que existem benefícios das emoções negativas (Tristeza entre estas) sendo válido mencionar a da melhora de conteúdos absorvidos, sejam eles visuais, auditivos, táteis, entre outras coisas. Além de uma melhora na capacidade de manter a mente humana focada, o que resulta em comportamentos sociais mais eficazes, como menores chances de ser enganado e redução de erros de julgamentos. A própria resposta fisiológica do choro apresenta uma função de melhora do humor geral da pessoa ajudando com situações dolorosas sem contar o fato de induzir um equilíbrio hormonal no indivíduo.